# Episodi de Il commissario Rex (decima stagione)
La decima stagione della serie televisiva Il commissario Rex consta di quattro episodi andati in onda per la prima volta in Austria tra il 28 settembre 2004 e il 19 ottobre 2004. In Italia, l'episodio "Una e-mail dall'assassina" è stato trasmesso su Raiuno con più di quattro mesi di anticipo rispetto all'emittente austriaca ORF1.
| nº | Titolo originale           | Titolo italiano           | Prima TV Austria  | Prima TV Italia  | Dati d'ascolto     |
| -- | -------------------------- | ------------------------- | ----------------- | ---------------- | ------------------ |
| 1  | E-mail von der Mörderin    | Una e-mail dall'assassina | 28 settembre 2004 | 21 maggio 2004   | 4 842 000 - 18,13% |
| 2  | Ein Mann ohne Gedächtnis   | Un uomo senza memoria     | 5 ottobre 2004    | 5 ottobre 2005   |                    |
| 3  | Endlich ist die Bestie tot | La pasticceria pericolosa | 12 ottobre 2004   |                  |                    |
| 4  | Doping                     | Un omicidio di troppo     | 19 ottobre 2004   | 1° dicembre 2006 |                    |

## Una e-mail dall'assassina
- Diretto da: Andreas Prochaska
- Scritto da: Peter Hajek e Peter Moser

### Trama
Un uomo, mascherandosi da donna, uccide delle donne, ma sempre in presenza di altri testimoni. Il suo piano è astuto, ma Marc, Niki e Rex riusciranno a fermarlo.

## Un uomo senza memoria
- Diretto da: Christian Görlitz
- Scritto da: Michael Klette, Thomas Teubner, Peter Hajek

### Trama
Mentre il dottor Leo Graf si trova ad una festa, viene commesso un omicidio: saranno Marc e Rex ad arrestare gli assassini.

## La pasticceria pericolosa
- Diretto da: Christian Görlitz
- Scritto da: Michael Klette, Thomas Teubner, Peter Hajek

### Trama
Il signor Zartman riceve una telefonata anonima in cui gli viene richiesto di recarsi in un luogo. Raggiunto il luogo indicato, viene ucciso con un'arma da fuoco. I principali sospettati sono la moglie, che si trovava sul luogo del delitto dieci minuti prima dell'omicidio, e il cuoco Dvorak, che aveva dichiarato di possedere una 9mm. I poliziotti hanno bisogno di prove per dimostrare a chi appartengono le fibre trovate sul luogo del delitto e trovare l'arma usata per uccidere Zartman.

## Un omicidio di troppo
- Diretto da: Christian Görlitz
- Scritto da: Peter Hajek e Peter Moser

### Trama
Uno dei membri di una squadra di hockey su ghiaccio è sospettato di usare droghe al fine di migliorare le sue prestazioni sportive. Durante un combattimento con un membro del team, viene colpito alla testa, ferendosi gravemente dopo essere caduto sulla pista ghiacciata. Marc Hoffmann e Fritz Kunz sono coinvolti nelle indagini, durante le quali gli autisti di un camion pensano che Rex abbia spinto un uomo davanti a un camion che lo travolge e lo uccide. Rex viene sospeso dal servizio, così Marc si impegna a riconoscere i meriti di Rex e infine lo fa scagionare.